# Gozo megalitikus építményei

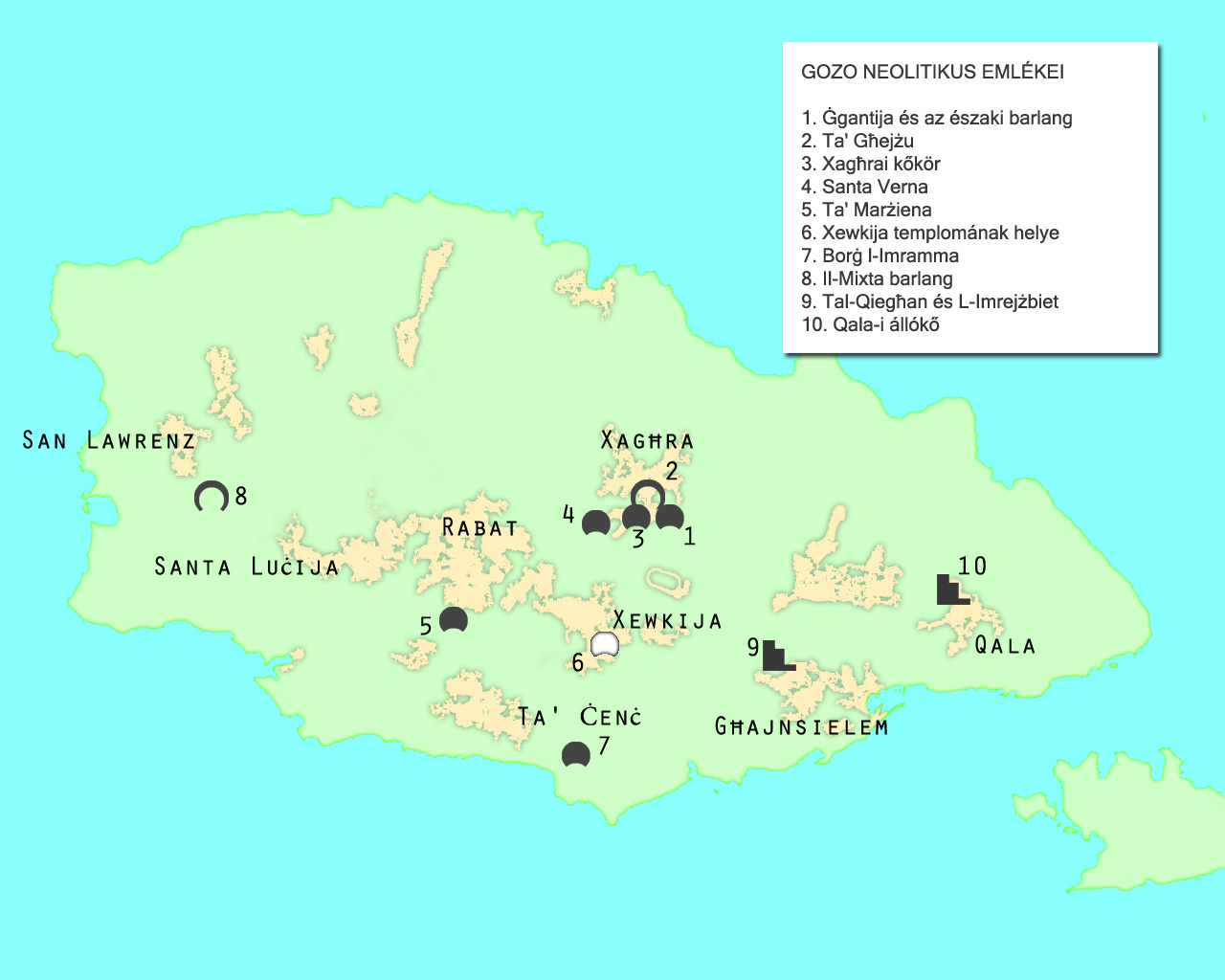

A máltai Għawdex (Gozo) szigetének neolitikus korszakából Máltához hasonlóan számos építmény maradt fenn, amelyek többsége azonban rosszabb állapota, kisebb mérete, és a sziget nehezebb megközelíthetősége miatt kevésbé ismertek, mint maltai társaik.
Málta első telepesei Gozo szigetére érkeztek, első emlékeik a Tal-Mixta domb barlangjaiból kerültek elő. Innen ismerjük az első földbe vájt sírokat, és a templomok közül is valószínűleg a Ġgantija déli temploma a legidősebb. Egyes kutatók a keréknyomokat is ebbe a korba datálják. Egészen a bronzkorig folyamatosan lakott volt. Gozo összes emléke közül ma nem sok élvez védettséget, az UNESCO Világörökség listáján pedig egyedül a Ġgantija szerepel.

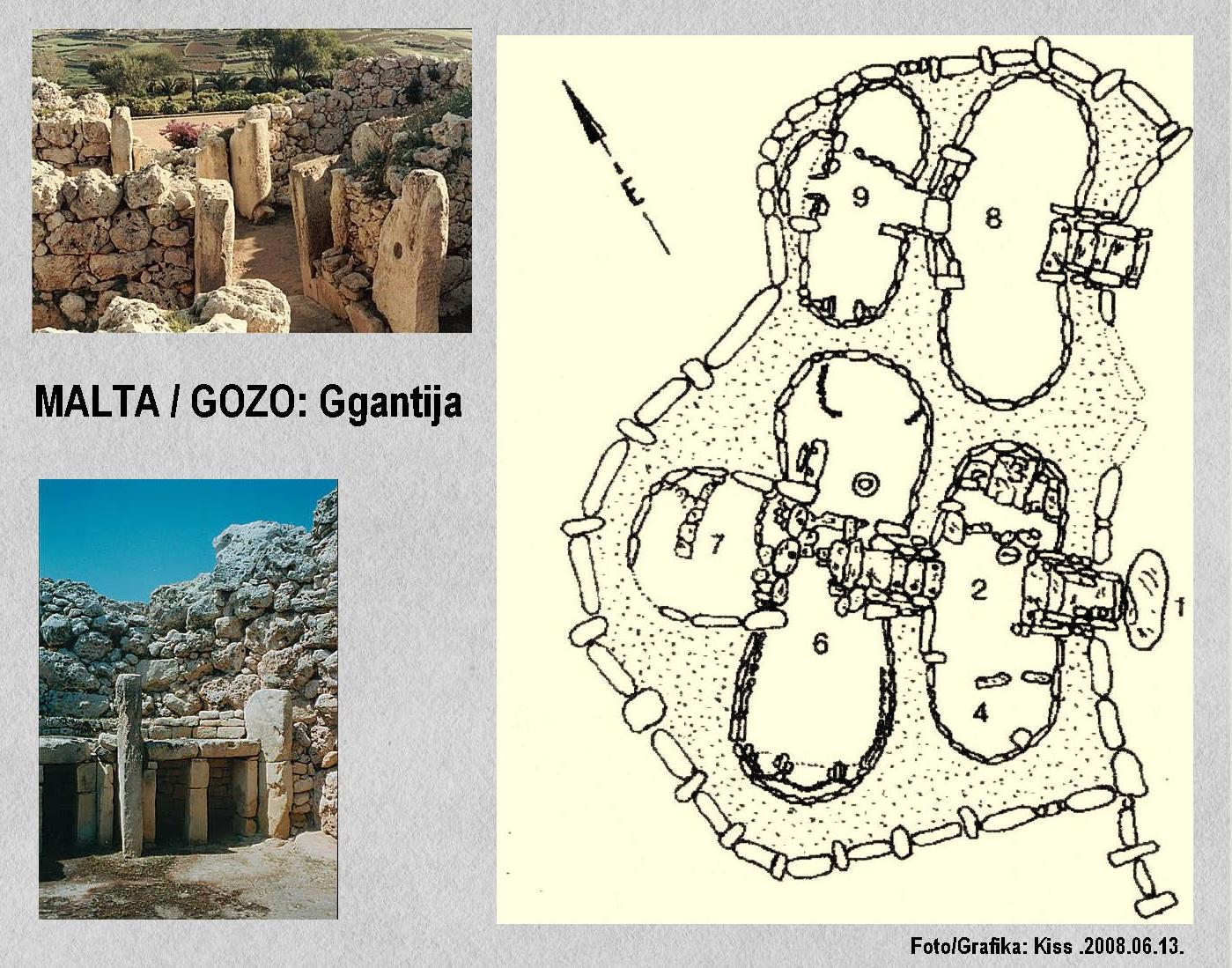
Ġgantija templom és alaprajza

Málta első telepesei a szicíliai Stentinello-kultúra tagjai voltak, és Kr. e. 5200 körül érkeztek a szigetre. A Tal-Mixta domb barlangjából származnak a legorábbi leletek, ezek még rendkívül hasonlítanak a Szicíliában talált hasonló korú tárgyakra. A korai telepesek kis, agyagból és ágakból épült kunyhókból álló telepeken éltek, nincs adat nagyobb falvakról.
A Kr. e. 4100–4000 körüli leletekben változás tapasztalható. Vagy újabb betelepülők érkeztek, akik új elképzeléseket hoztak magukkal, vagy a helyi fejlődés jutott magasabb szintre. Ennek első nyomai a Żebbuġ környékén található ovális, föld alatti sírok (Żebbuġ-szakasz), amelyekből a későbbi korok nagy föld alatti együttesei kialakultak. Ezek még csak sekély mélyedések, ám a későbbi Mġarr-szakaszból már komolyabb építményeket is ismerünk: Xemxija mellett található néhány sír, amelyek láthatóan már komoly földmunkával épültek. Ezeknél jelent meg elsőként a jellegzetes vese alakú alaprajz. Később a föld feletti épületeknél is hasonló alaprajzokat használtak. Ez a lendületes kulturális fejlődés fél évezredig tartott, és a technológia fejlődése jelzi, hogy a társadalomban végbemehetett a hierarchia kialakulása.
Kr. e. 3600 körül a Ġgantija építésével megkezdődött a templomépítők avagy a templomok kora. Ezek az építkezések arra utalnak, hogy békés, jól szervezett társadalomban éltek. A kezdeti háromívű alaprajzot később komoly rendszerré fejlesztették, máig meglepő technikai megoldásokkal dolgoztak, kőlyukasztásos díszítési módjuk és szobrászatuk pedig valódi műalkotásokat eredményezett. Máig sem tudni pontosan, hogy primitív eszközeikkel hogyan tudták a soktonnás kőtömböket nem csak a helyükre szállítani, de olyan pontosan levágni és illeszteni, hogy az még a modern korban is elfogadható lenne. Az első templomok (Ġgantija-szakasz), mint a Ġgantija vagy Ta' Ħaġrat, még nyers, formázatlan kőtömbökből épültek, amelyeket díszítettek. A későbbiek (Tarxien-szakasz, kb. 3100-tól), például a Tarxien vagy a Ħaġar Qim azonban már méretre vágott, faragott kőtömbökből állnak. Emellett földbe vájt temetkezési helyeket is használtak, amelyeket a felszínen kőkör "határolt", legszebb példájuk Gozón a Xagħrai kőkör.
A túlnépesedés miatti élelemhiány Kr. e. 2500 körül meglehetősen hirtelen vetett véget ennek a kultúrának.

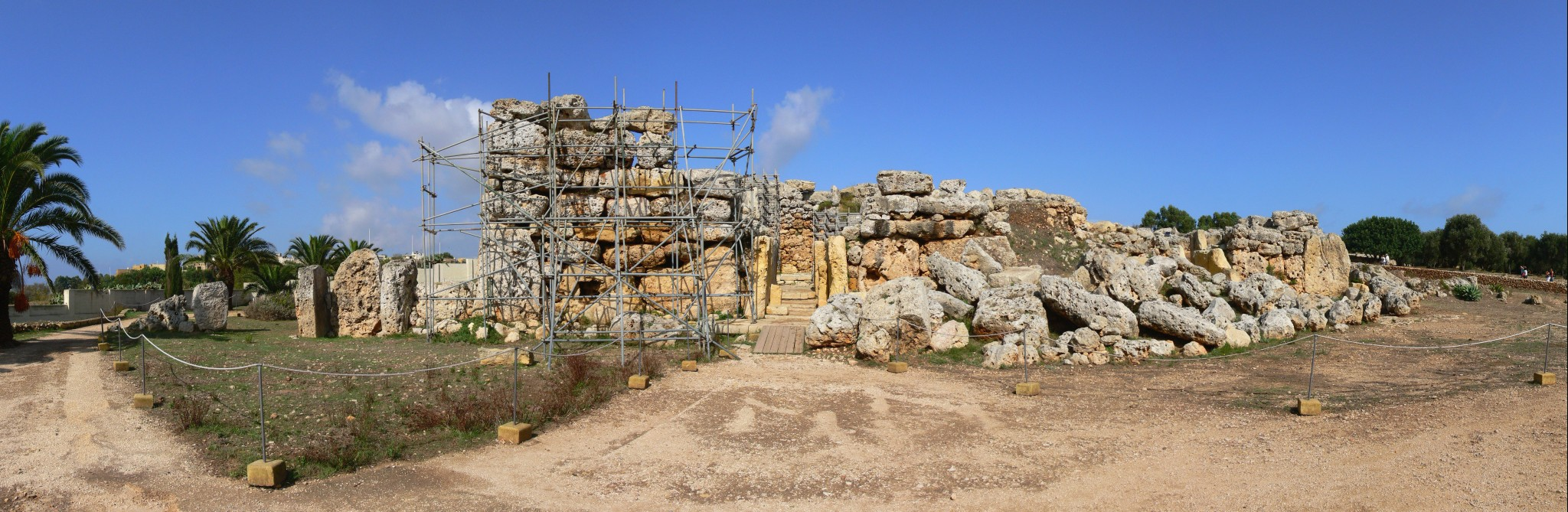
A Ġgantija homlokzatának panorámaképe

## Templomok
A templomok nagy része romos, szinte felismerhetetlen állapotban maradt fenn.

### Ġgantija
A sziget legrégibb és legfontosabb megalitikus temploma Xagħra határában. Két egymáshoz épített templomból áll, amelyek közös homlokzata és hátsó fala ma is 5-6 méter magasan áll. Déli része Kr. e. 3600 körül épült, és legalább egy fél évezredig volt használatban. Az egyik legjobb állapotban fennmaradt templom, amelyet 1770 körül találtak meg újra, majd 1827-ben ürítettek ki. Ma látogatható.

### Santa Verna templom
é. sz. 36° 02′ 43″, k. h. 14° 15′ 33″36.045278°N 14.259167°E
Xagħra határában, a Szent Antal (Sant' Antnin) kápolna melletti mezőn néhány kőtömb áll. Az 1911-ben elszórtan megtalált maradványok arra engednek következtetni, hogy egy kisebb templom romjai. Emmanuel Magri SJ már 1905-ben átkutatta a romokat, az 1961-es ásatások kimutatták azt is, hogy a helyszínen korábban egy község állt, erre épült a templom. Ez több más kőkori templomnál (Skorba vagy Kordin) is megfigyelhető.

### Borġ l-Imramma templom
é. sz. 36° 01′ 11″, k. h. 14° 15′ 26″36.019722°N 14.257222°E
A Sannat határában, a Ta' Ċenċ-plató közepén álló romok kétséget kizáróan a templomok korából származnak. A környéken elszórt romok közül ez a legjelentősebb. Délkeletre néző ajtaja jellegzetes, és az építmény előtti ovális tér is a templomokra jellemző, bár templom nyomai nem találhatók benne, és a minden oldalán nyíló kis kerek helyiségek is különlegesek. Sosem folyt ásatás a területen, csak Magri kutatta át a romokat 1905-ben.

### Ta' Marżiena templom
é. sz. 36° 02′ 04″, k. h. 14° 14′ 25″36.034444°N 14.240278°E
A Victoria-plató déli nyúlványán, fák és kaktuszfügék alatt állnak a templom romjai. A fennmaradt alaprajzból ítélve ötíves lóhere alaprajzú templom volt, amelyet egy külső fal zárt körül. A tulajdonos az építmény köveiből a fal tetejére madárlest épített. Egyelőre nincsenek tervek a helyszín kisajátítására és rendbe tételére, magántulajdon volta miatt pedig egyetlen lelet sem ismert a templomból.

## Temetkezési helyek

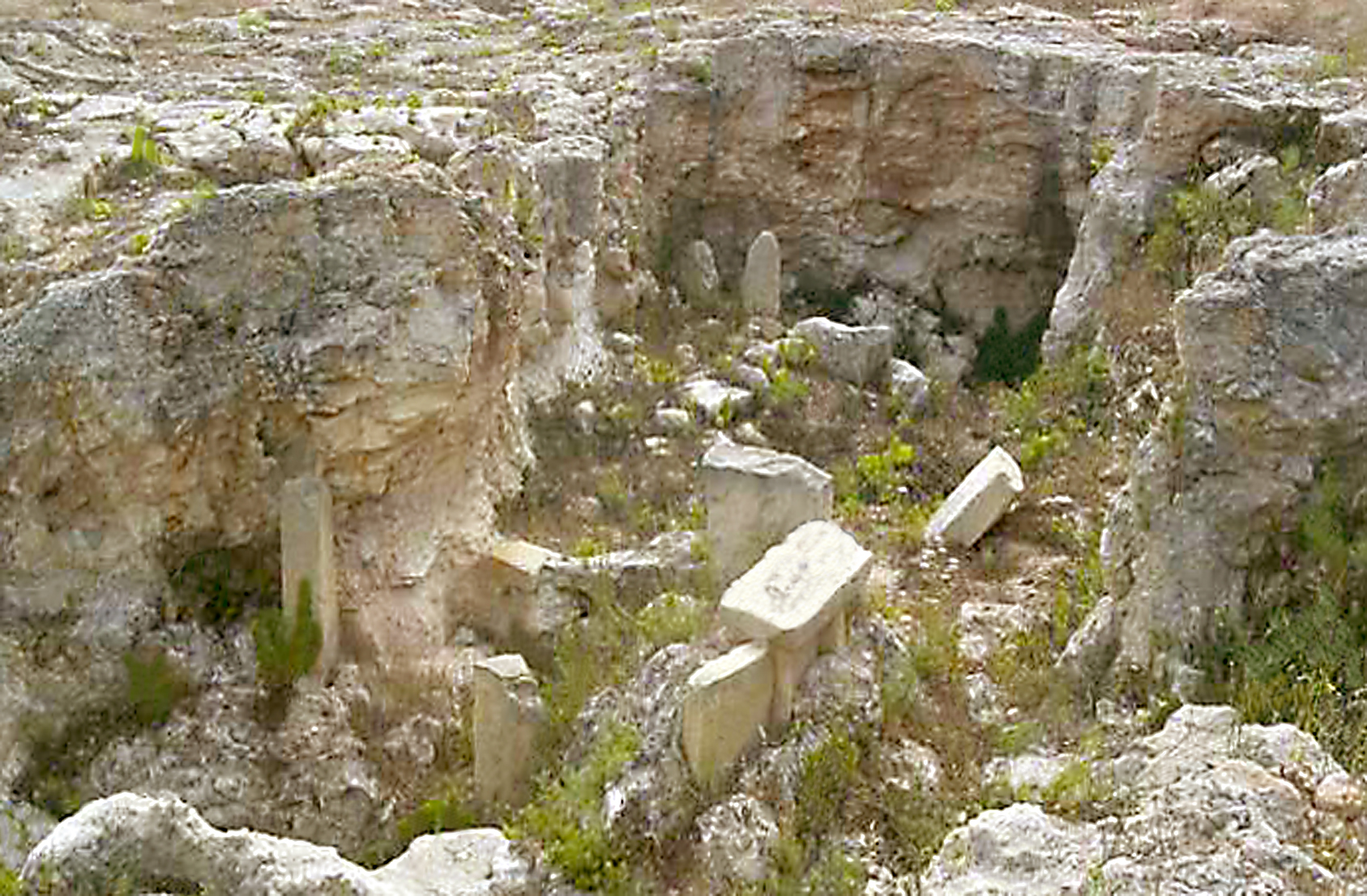
A Xagħrai kőkör beszakadt hipogeuma

### Xagħrai kőkör
A Brochtorff-körnek is nevezett építmény eredetileg föld alatti temetkezési hely, amelynek felszíni területét kőkör vette körül. A beszakadt felszín és a barbár "ásatások" miatt nagyon kevés maradt fenn belőle, ma - a 2004-ben megtalált második hipogeum ásatásai miatt nem látogatható.

## Egyéb helyszínek
Számos egyéb kőkori maradvány is található a szigeten.

### Az Északi Barlang
é. sz. 36° 02′ 52″, k. h. 14° 16′ 08″36.047778°N 14.268889°E
Máltaiul L-għar tat-tramuntana. A Ġgantijától néhány méterre északra rejtőző barlangot 1949-ben fedezték fel földmunkák közben. Nagy mennyiségű töredéket rejt a Tarxien-fázisból, ekkor valószínűleg a templom hulladéklerakóhelye lehetett. Korábban talán temetkezési hely volt, erre utalnak a Ġgantija-fázishoz tartozó cserepek és emberi koponyák, valamint néhány állati csont maradványai.

### Il-Mixta barlang
é. sz. 36° 02′ 53″, k. h. 14° 12′ 24″36.048056°N 14.206667°E
A kissé félreeső barlang az Għajn Abdul domb oldalában a dwejrai panoráma mellett néhány, a legkorábbi Għar Dalam-korszakból származó töredéket is rejtett. A közelben a bánya által elpusztított barlangokban még ennél is régebbi, Málta legelső telepeseitől származó emlékeket is találtak, néhányat sikerült a bányászat megkezdése előtt biztonságba helyezni.

### Qala-i állókő
é. sz. 36° 02′ 16″, k. h. 14° 18′ 31″36.037778°N 14.308611°E
A nagyjából 3 méter magas menhir Qala központjában áll. Bár teljesen körbeépült modern épületekkel, a közelében talált prehisztorikus cseréptöredékek tanúsága szerint talán egy templom része lehetett, bár ez nem bizonyítható.

### Ta' Għejżu
é. sz. 36° 02′ 50″, k. h. 14° 15′ 57″36.047222°N 14.265833°E
Xagħra déli részén, a Ġgantijától 300 méterre nyugatra nyílik egy telken a 13x6 méteres barlang, amelyben 1936-ban a Ġgantija-fázisból származó cseréptöredékeket találtak. Egy közeli építkezésről Tarxien-fázisból származó emlékek is előkerültek. A felszíni szerkezetéből alig néhány elszórt kőtömb maradt meg.

### Tal-Qiegħan és L-Imrejżbiet
é. sz. 36° 01′ 48″, k. h. 14° 17′ 04″36.030000°N 14.284444°E
A Rabatból Qala felé vezető út mentén, az Għajnsielem határát képező Borġ l-Għaribnál két csoportban kövek állnak. Mindkettő bizonyítottan újkőkori, ám állapotuk miatt sem eredeti méretük, sem funkciójuk nem rekonstruálható biztosan. Az északi egy kicsi, a környezetéből 2-4 méterre kiemelkedő platón áll. Nyugati része néhány felfelé álló kőtömbből áll, azonban nem ásatható. A keleti egy kertfalba építve, kaktuszfügékkel borítva maradt meg, egy ásatás fényt deríthetne a mibenlétére.
Első említésük 1896-ban A. A. Caruanától származik, az ő rajza egy déli bejáratot is ábrázol. A plató délkeleti sarkán két, egymással szögben érintkező falszakaszt talált, amely alapján sokan erődített településnek vélték. Az északkeleti fal 14 méter hosszan nyúlt el, majd 10 méteren egy modern fal követte, amelybe ősi köveket is építettek. A nyugati fal, bár rossz állapotban, 10 méteren volt követhető. Déli oldala enyhén konkáv görbületet mutatott. Falai faragatlan kőtömbökből álltak, és csak egyetlen helyen emelkedtek az első kősornál magasabbra. A legnagyobb, 2x3 méteres kőtömbök a sarkokban álltak. A körön belül a talaj magasabban volt, ez és a konkáv homlokzat templomra utalnak.
L-Imrejżbietnél, Borġ l-Għaribtól 40 méterre délre meglehetősen szabályos, 10 méter átmérőjű körben kövek állnak. Ezt a helyet is Caruana írta le először. A vízszintesen fekvő alapokon ma is áll néhány 1-1,5 méter magas kő. Funkciója bizonytalan, a szabályos kör a templom-, egyéb jellegzetességei temetővoltát látszanak kizárni. A helyszínen soha nem folytak ásatások, és az intenzív földművelés a tárgyi emlékek nagy részét tönkretehette. Egy elmélet szerint a tőle néhány méterre lévő templomhoz tartozó település is lehetett. A helyi tanács 1996-ban javasolta a helyszín kisajátítását és ásatások megkezdését, ám gyakorlati lépések alig történtek.

## Elpusztult helyszínek
Xewkija központjában, a mai Rotunda helyén Emmanuel Magri 1904-ben leírta egy megalitikus építmény romjait, a helyszínen, valamint a helyi lakosoknál talált töredékekkel együtt.

## Látogathatóság

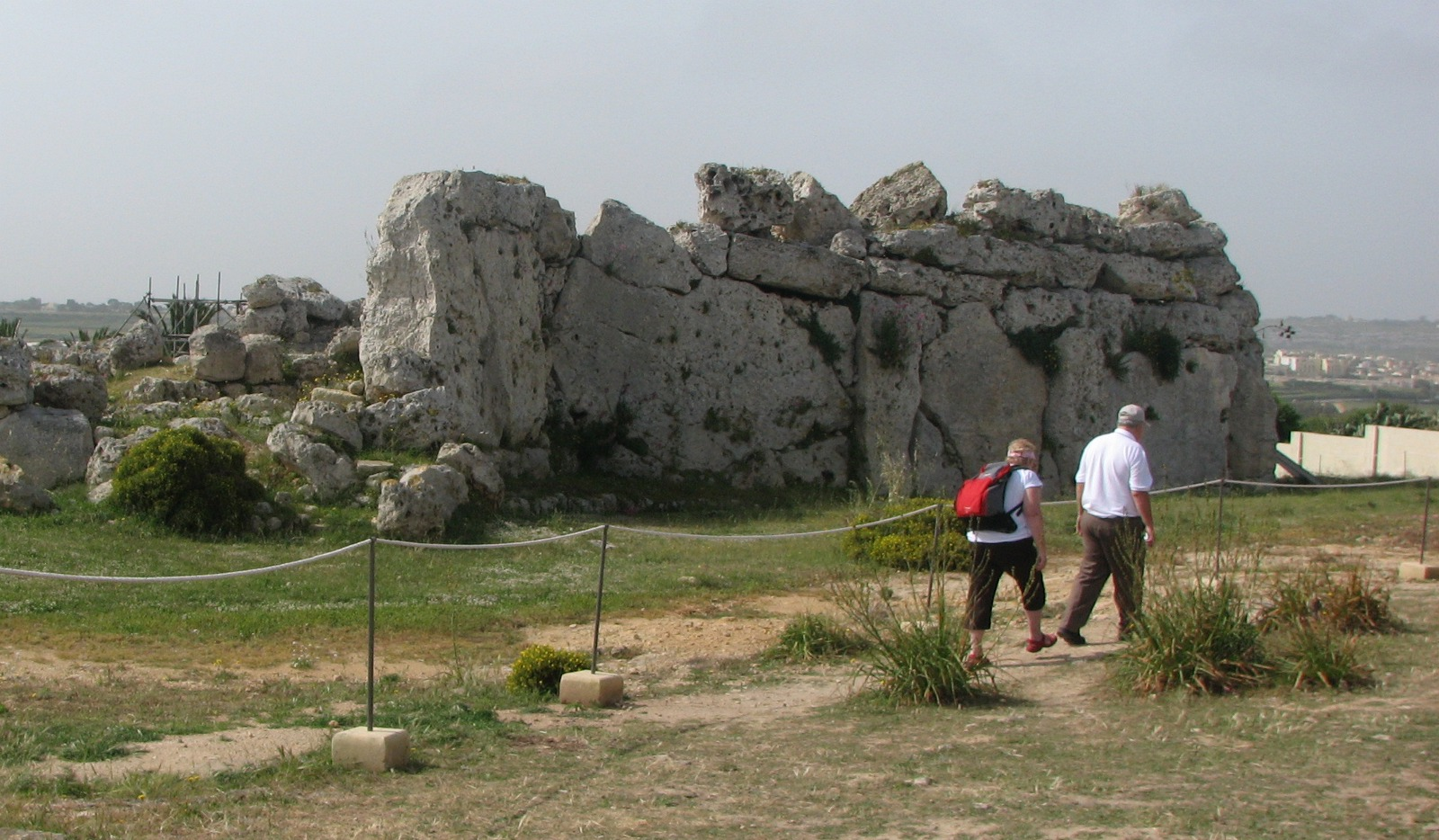
Látogatók a Ġgantijánál kijelölt útvonalon

Gozo megalitikus emlékei jóval kevesebb figyelmet kapnak, mint Málta hasonló helyszínei. A Heritage Malta (a máltai történelmi emlékhelyek és múzeumok üzemeltetője) a Ġgantiján kívül egyelőre nem tesz lépéseket Gozo emlékeinek védelméért és bemutatásáért. A szigeten elszórt romok jó része magántulajdonban van, nem egyet megtalálni sem egyszerű, megközelítésük is részben csak gyalog lehetséges. Hivatalos formában csak a Ġgantija látogatható, a többi helyszínhez néhol egyszerűen oda lehet sétálni, máshol viszont a tulajdonosok hozzájárulása kellhet. A turizmus (és időnként a tulajdonos) okozta károkkal jelenleg senki nem törődik.
2006-ban Sara Rich a Wisconsin-i Egyetemről egy neolitikus túraútvonal létrehozását javasolta, amelyet követve az érdeklődők gyalog, kerékpárral vagy lóháton kitáblázott útvonalon járhatnák be ezeket a helyszíneket. A romok kisajátítása lehetővé tenné a szakszerű felújítást és ásatásokat, a környező területek tulajdonosai az útvonal mentén árusíthatnák terményeiket (méz, lekvár, likőr, borok, kenyér). Konkrét lépések egyelőre nem történtek.